# سلحفاة البركة الآسيوية العملاقة
سلحفاة البركة الآسيوية العملاقة هي سلحفاة تعيش في الأنهار، الجداول، المستنقعات وحقول الأرز. يمتد موطنها من كمبوديا إلى فيتنام وتعيش ايضأ في أجزاء من لاوس، ماليزيا، ميانمار وتايلاند.